# Jorma Laulaja
Jorma Jaakko Laulaja  (född 8 april 1941 i Kurikka) är före detta fältbiskop för Finlands försvarsmakt (1986-1995) och biskop i Lappo stift inom Evangelisk-lutherska kyrkan i Finland (1995-2004). Till sin utbildning är Laulaja teologie doktor.
Laulaja tog sin teologie kandidatexamen år 1964 och prästvigdes samma år. Han doktorerade år 1981.
Före sin tid som biskop har han arbetat bland annat som präst i Kottby församling i Helsingfors, Henriks församling i Åbo, Laihela, Vasa, Harjavalta och Kurikka.
Ordet laulaja menar sjungare.